# Rigmor Dam
Pour les articles homonymes, voir Dam.
Rigmor Dam, née le 18 décembre 1971, est une femme politique féroïenne, ministre de l'Éducation, de la Recherche et de la Culture de 2015 à 2019.